# Jason Moore
Jason Moore (sinh năm 1984 hoặc 1985) là một biên tập viên Wikipedia người Mỹ. Anh nằm trong số những người đóng góp tích cực nhất cho Wikipedia tiếng Anh tính theo số lần sửa đổi. Tham gia biên tập từ năm 2007 với tên gọi "Another Believer", anh chuyên về các sự kiện thời sự như đại dịch COVID-19, các cuộc biểu tình của George Floyd và văn hóa của Portland, Oregon, nơi anh ấy sinh sống. Trên Wikipedia, Moore đã tạo và phát triển các nhóm biên tập viên để cùng nhau làm việc về các chủ đề này. Với tư cách là người tổ chức phong trào Wikimedia, Moore đã tổ chức các buổi gặp mặt và cuộc thi sửa đổi để đào tạo các biên tập viên mới.

## Tiểu sử và sự nghiệp
Moore sinh năm 1984/1985 (39–40 tuổi). Lớn lên ở Houston, anh rất thích các báo cáo về sách và các dự án khoa học khi còn là sinh viên. Anh sống ở Portland kể từ năm 2022, nơi anh ấy làm việc với tư cách là nhà chiến lược kỹ thuật số và trước đây làm việc trong bộ phận gây quỹ của Oregon Symphony.

## Wikipedia
Moore là một trong những biên tập viên tích cực nhất trên Wikipedia tiếng Anh tính theo số lần sửa đổi. Trong số nửa triệu sửa đổi của mình dưới tên người dùng "Another Believer" kể từ năm 2007, Moore đã khởi tạo hàng nghìn trang, bao gồm các bài viết về các sự kiện hiện tại, thảm họa thiên nhiên và các cuộc tấn công khủng bố. Một số bài viết về vụ tấn công Tòa nhà Quốc hội Hoa Kỳ năm 2021, vụ xả súng tại Buffalo 2022 và vụ xả súng Laguna Woods năm 2022. Trên Wikipedia tiếng Anh, Moore đã sáng lập ra các nhóm biên tập viên có chung sở thích ("WikiProject") dành riêng để cải thiện phạm vi đưa tin của Wikipedia về các sự kiện hiện tại chẳng hạn như đại dịch COVID-19. Trong đại dịch COVID-19, anh đã ghi lại phạm vi lan rộng của đại dịch trên nhiều tiểu bang, lĩnh vực kinh doanh và cộng đồng của Hoa Kỳ. Anh cũng là người viết chính cho các bài viết về các cuộc biểu tình sau vụ sát hại George Floyd. Khi anh bắt đầu viết bài về cuộc tấn công vào Điện Capitol Hoa Kỳ năm 2021, anh và các biên tập viên khác đã cùng quản lý luồng nội dung mới của bài viết khi sự kiện phát triển theo thời gian thực.

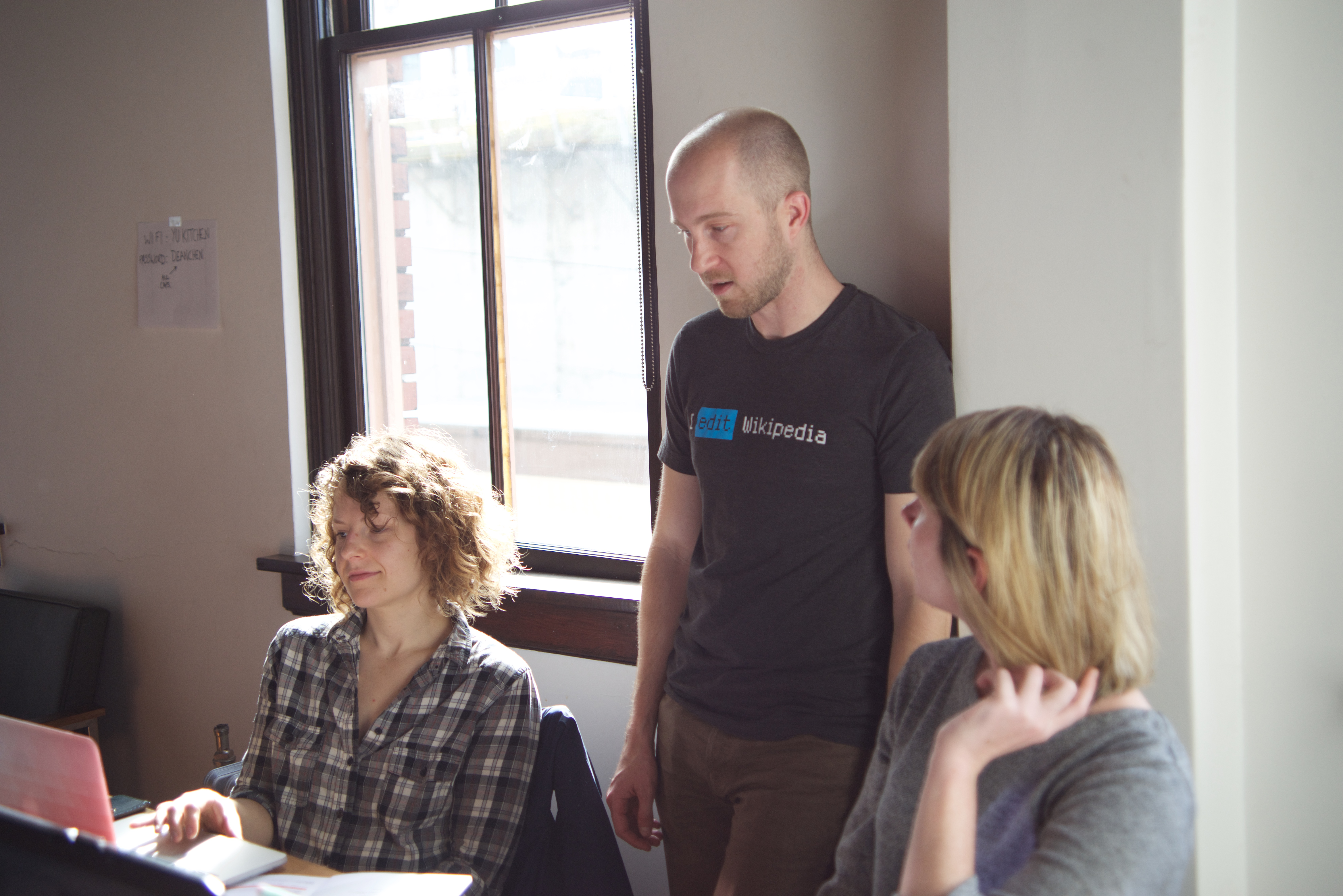
Moore tại một cuộc thi sửa đổi Nghệ thuật + Nữ quyền ở Portland, Oregon vào năm 2016

Anh cũng đã viết về các chủ đề ở Portland, Oregon, chẳng hạn như vòng ngựa, hoa hồng, Tòa nhà giặt là Yale Union và bản Giao hưởng Oregon năm 2011 Music for a Time of War. Bài viết chọn lọc đầu tiên của Moore là về album Rufus Does Judy tại Carnegie Hall năm 2007. Anh đã mô tả việc được thúc đẩy bởi "sự hài lòng tức thì khi làm cho Internet trở nên tốt hơn một cách dễ dàng". CNN Business đã mô tả Moore là "người có tầm ảnh hưởng trên Wikipedia".
Ngoài công việc biên tập, Moore còn tham gia xây dựng phong trào Wikimedia bằng cách tổ chức các buổi gặp mặt tại địa phương và đào tạo các biên tập viên mới. Một cuộc thi sửa đổi năm 2013 do anh tổ chức tại Bảo tàng Nghệ thuật Portland đã mời mọi người sử dụng các nguồn lực của tổ chức để cải thiện mức độ phủ sóng của các nghệ sĩ địa phương, các tổ chức nghệ thuật và nghệ thuật công cộng. Sau đó, anh tiếp tục tổ chức các sự kiện ở khu vực Portland để là để cải thiện mức độ phủ sóng của Wikipedia về nghệ thuật Portland và các nghệ sĩ nữ. Moore cũng đã giúp tổ chức một chi nhánh tiếp cận cộng đồng dành riêng cho LGBT của Wikimedia Foundation và chiến dịch Wiki Loves Pride của tổ chức này để cải thiện văn hóa LGBT và phạm vi đưa tin liên quan đến lịch sử.